# Kvalifikations Ligaen 2016
La Kvalifikations Ligaen 2016 è  il campionato di football americano di secondo livello, organizzato dalla DAFF.

## Squadre partecipanti
| Club                 | Città      | Stadio | Sponsor ufficiale | Risultato nella stagione 2015 |
| -------------------- | ---------- | ------ | ----------------- | ----------------------------- |
| Avedøre Monarchs     | Hvidovre   |        |                   |                               |
| Copenhagen Tomahawks | Copenaghen |        |                   |                               |
| Esbjerg Hurricanes   | Esbjerg    |        |                   |                               |
| Holstebro Dragons    | Holstebro  |        |                   |                               |
| Roskilde Kings       | Roskilde   |        |                   |                               |
| Svendborg Admirals   | Svendborg  |        |                   |                               |

## Stagione regolare

### Calendario

#### 1ª giornata
| Holstebro 9 aprile 2016, ore 14:00 | Holstebro Dragons | 44 – 3 referto | Avedøre Monarchs | Idrætscenter Vest |

| Roskilde 9 aprile 2016, ore 14:00 | Roskilde Kings | 10 – 30 referto | Esbjerg Hurricanes | Roskilde Idrætscenter |

#### 2ª giornata
| Svendborg 17 aprile 2016, ore 14:00 | Svendborg Admirals | 0 – 48 referto | Copenhagen Tomahawks | Admirals Field |

#### 3ª giornata
| Roskilde 23 aprile 2016, ore 14:00 | Roskilde Kings | 42 – 50 referto | Holstebro Dragons | Roskilde Idrætscenter |

| Esbjerg 23 aprile 2016, ore 14:00 | Esbjerg Hurricanes | 6 – 42 referto | Copenhagen Tomahawks | Skibhøj Idrætsanlæg |

#### 4ª giornata
| Hvidovre 30 aprile 2016, ore 14:00 | Avedøre Monarchs | 9 – 14 referto | Svendborg Admirals | Hvidovre Gymnasium |

#### 5ª giornata
| Roskilde 5 maggio 2016, ore 14:00 | Roskilde Kings | 31 – 12 referto | Avedøre Monarchs | Roskilde Idrætscenter |

| Copenaghen 7 maggio 2016, ore 14:00 | Copenhagen Tomahawks | 42 – 18 referto | Holstebro Dragons | Valby Idrætspark |

| Esbjerg 8 maggio 2016, ore 14:00 | Esbjerg Hurricanes | 36 – 24 referto | Svendborg Admirals | Skibhøj Idrætsanlæg |

#### 6ª giornata
| Hvidovre 14 maggio 2016, ore 14:00 | Avedøre Monarchs | 7 – 24 referto | Esbjerg Hurricanes | Hvidovre Gymnasium |

| Roskilde 16 maggio 2016, ore 14:00 | Roskilde Kings | 8 – 38 referto | Copenhagen Tomahawks | Roskilde Idrætscenter |

#### 7ª giornata
| Holstebro 21 maggio 2016, ore 14:00 | Holstebro Dragons | 52 – 0 referto | Roskilde Kings | Idrætscenter Vest |

#### 8ª giornata
| Svendborg 28 maggio 2016, ore 14:00 | Svendborg Admirals | 30 – 12 referto | Avedøre Monarchs | Admirals Field |

| Copenaghen 28 maggio 2016, ore 14:00 | Copenhagen Tomahawks | 48 – 0 referto | Esbjerg Hurricanes | Valby Idrætspark |

#### 9ª giornata
| Esbjerg 5 giugno 2016, ore 14:00 | Esbjerg Hurricanes | 0 – 32 referto | Holstebro Dragons | Skibhøj Idrætsanlæg |

#### 10ª giornata
| Hvidovre 11 giugno 2016, ore 15:00 | Avedøre Monarchs | 0 – 38 referto | Holstebro Dragons | Hvidovre Gymnasium |

| Svendborg 12 giugno 2016, ore 14:00 | Svendborg Admirals | 12 – 42 referto | Roskilde Kings | Admirals Field |

#### 11ª giornata
| Hvidovre 19 giugno 2016, ore 14:00 | Avedøre Monarchs | 6 – 42 referto | Copenhagen Tomahawks | Hvidovre Gymnasium |

#### 12ª giornata
| Roskilde 13 agosto 2016, ore 14:00 | Roskilde Kings | 27 – 22 referto | Svendborg Admirals | Roskilde Idrætscenter |

| Copenaghen 14 agosto 2016, ore 14:00 | Copenhagen Tomahawks | 42 – 0 referto | Avedøre Monarchs | Valby Idrætspark |

#### 13ª giornata
| Holstebro 20 agosto 2016, ore 14:00 | Holstebro Dragons | 38 – 0 referto | Svendborg Admirals | Idrætscenter Vest |

#### 14ª giornata
| Copenaghen 27 agosto 2016, ore 14:00 | Copenhagen Tomahawks | 47 – 0 referto | Svendborg Admirals | Valby Idrætspark |

| Hvidovre 27 agosto 2016, ore 14:00 | Avedøre Monarchs | 14 – 18 referto | Roskilde Kings | Hvidovre Gymnasium |

| Holstebro 28 agosto 2016, ore 14:00 | Holstebro Dragons | 42 – 6 referto | Esbjerg Hurricanes | Idrætscenter Vest |

#### 15ª giornata
| Svendborg 3 settembre 2016, ore 14:00 | Svendborg Admirals | 20 – 14 referto | Esbjerg Hurricanes | Admirals Field |

#### 16ª giornata
| Esbjerg 10 settembre 2016, ore 14:00 | Esbjerg Hurricanes | 6 – 27 referto | Roskilde Kings | Skibhøj Idrætsanlæg |

| Holstebro 10 settembre 2016, ore 14:00 | Holstebro Dragons | 6 – 20 referto | Copenhagen Tomahawks | Idrætscenter Vest |

#### 17ª giornata
| Svendborg 17 settembre 2016, ore 16:00 | Svendborg Admirals | 6 – 46 referto | Holstebro Dragons | Admirals Field |

| Esbjerg 17 settembre 2016, ore 17:00 | Esbjerg Hurricanes | 44 – 0 referto | Avedøre Monarchs | Skibhøj Idrætsanlæg |

| Copenaghen 18 settembre 2016, ore 16:00 | Copenhagen Tomahawks | 26 – 20 referto | Roskilde Kings | Valby Idrætspark |

### Classifica
La classifica della regular season è la seguente:
- PCT = percentuale di vittorie, G = partite giocate, V = partite vinte,  P = partite perse, PF = punti fatti, PS = punti subiti

| Pos. | Squadra              | PCT   | G  | V  | N | P  | PF  | PS  |
| ---- | -------------------- | ----- | -- | -- | - | -- | --- | --- |
| 1    | Copenhagen Tomahawks | 1.000 | 10 | 10 | 0 | 0  | 395 | 64  |
| 2    | Holstebro Dragons    | .800  | 10 | 8  | 0 | 2  | 366 | 119 |
| 3    | Roskilde Kings       | .500  | 10 | 5  | 0 | 5  | 225 | 262 |
| 4    | Esbjerg Hurricanes   | .400  | 10 | 4  | 0 | 6  | 166 | 252 |
| 5    | Svendborg Admirals   | .300  | 10 | 3  | 0 | 7  | 128 | 319 |
| 6    | Avedøre Monarchs     | .000  | 10 | 0  | 0 | 10 | 63  | 327 |

## Spareggi promozione
| Herlev 1º ottobre 2016, ore 14:00 | Herlev Rebels | 50 – 0 referto | Holstebro Dragons | Kildegårdsskolen |

| Horsens 30 ottobre 2016, ore 13:00 | Horsens Stallions | 15 – 44 referto | Copenhagen Tomahawks | Dagnæs Stadion |

## Spareggi retrocessione
| Hvidovre 24 settembre 2016, ore 15:00 | Avedøre Monarchs | 6 – 46 referto | Odense Thrashers | Hvidovre Gymnasium |

| Svendborg 25 settembre 2016, ore 14:00 | Svendborg Admirals | 0 – 20 referto | Frederikssund Oaks | Admirals Field |

## Verdetti
- Copenhagen Tomahawks promossi
- Holstebro Dragons non promossi
- Avedøre Monarchs e  Svendborg Admirals retrocessi